# 奥蒂斯·鲍恩
奥蒂斯·鲍恩（英語：Otis Bowen，全名，奥蒂斯·雷·鲍恩，1918年2月26日—2013年5月4日）美国政治人物和医学家，曾于1973年至1981年任印第安纳州州长，1985年至1989年任卫生及公共服务部部长。

## 生平
奥蒂斯·鲍恩毕业于印第安纳大学医学专业，1943年至1946年于美国陆军医疗部队服役，并参加了第二次世界大战，退役后回到家乡开诊所。
1972年当选印第安纳州州长，并在1976年成功连任。
1981年卸任州长职务后，鲍恩返回印第安纳大学任教。
1985年进入罗纳德·里根内阁，高票当选卫生及公共服务部部长。
2013年5月4日，于印第安纳州马歇尔县Donaldson一处养老院内逝世。